# Parasicyonis actinostoloides
Parasicyonis actinostoloides är en havsanemonart som först beskrevs av Wassilieff 1908.  Parasicyonis actinostoloides ingår i släktet Parasicyonis och familjen Actinostolidae. Inga underarter finns listade i Catalogue of Life.